# Diocesi di Sus

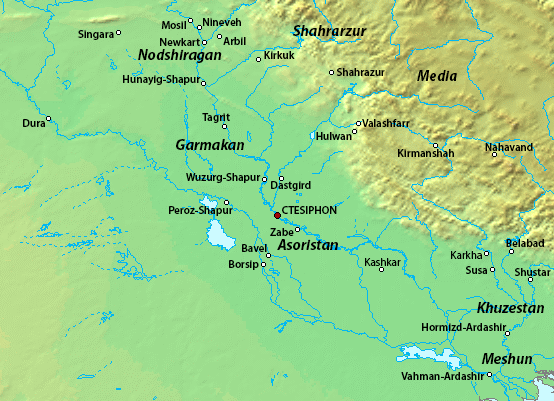
Mappa della Mesopotamia in epoca sasanide; a sud-est l'indicazione della provincia persiana del Khūzestān e della città di Susa.

La diocesi di Sus è un'antica sede della Chiesa d'Oriente, suffraganea dell'arcidiocesi di Beth Lapat, attestata dal IV al XIII secolo.

## Storia
Sus, antica città iraniana, fu ricostruita dal re persiano Sapore I nel 260 dopo la sua vittoria a Edessa sull'imperatore romano Valeriano; la città venne così ripopolata da prigionieri, soprattutto greci. Faceva parte della provincia persiana del Khūzestān (o Huzistan), nota in siriaco come Beth Huzaye e corrispondente all'incirca alla moderna regione di Ilam (o Elam).
È probabile che tra i deportati del 260 ci fossero anche dei cristiani, ma nulla si conosce dell'origine del cristianesimo a Sus e ignoto è il periodo di fondazione della diocesi. Di certo la popolazione di Sus era per la maggior parte ancora pagana attorno al 330, quando la città fu oggetto della predicazione missionaria di Miles, consacrato vescovo da Gadyaw, metropolita di Beth Lapat, morto martire nel 341. Miles, come molti altri cristiani di quel periodo, morì martire durante la persecuzione contro i cristiani ordinate dal re persiano Sapore II.
Nel concilio convocato dal patriarca Mar Isacco nel 410, la diocesi di Sus fu assegnata alla provincia ecclesiastica dell'arcidiocesi di Beth Lapat. In questa occasione era vescovo della città Zuqa (o Duqa), menzionato anche nel successivo concilio nestoriano del 420. La serie episcopale di Sus continua fino al XIII secolo, con ampie interruzioni tra il VII e il IX secolo e tra il X e il XIII secolo.
Verso la fine dell'VIII secolo, la diocesi di Karka d'Ledan fu soppressa ed unita a quella di Sus. Incerta è la sorte del cristianesimo e della diocesi dopo il XIII secolo, probabilmente scomparsi con le distruzioni operate da Tamerlano nel secolo successivo.

## Cronotassi dei vescovi
- Miles † (menzionato nel 330 circa)
- Zuqa (o Duqa) † (prima del 410 - dopo il 420)
- Bar Sabta † (menzionato nel 424)
- Papai † (menzionato nel 497)
- Kosrau † (prima del 540 - dopo il 554)
- Adurhormizd † (prima del 576 - dopo il 585)
- Giacomo † (menzionato nel 605)
- Iso (o Maran Zha) † (menzionato nell'840 circa)
- Ishoʿyahb † (? - 893 nominato metropolita di Hulwan)
- Macario † (menzionato nel 900)
- Yahballaha † (menzionato nel 1257)
- Giovanni † (prima del 1265 - dopo il 1283)